# Ceguera profesional
Con ceguera profesional es indicada, tanto en la vida cotidiana como en la cultura organizacional, una manera rutinera de trabajar, que excluye la autocrítica y la posibilidad de cambio porque las ventajas de otras técnicas y modos de pensar no pueden ser vistas. También fue definida como una conducta restringida a los hábitos y que no es más suficientemente abierta y observadora. La ceguera profesional impide que nuevas informaciones y prácticas sean obtenidas para mejorar el desempeño, teniendo así un papel negativo.
Está relacionada al concepto visión de túnel y a la imagen de una persona usando anteojeras de caballo.